# Mező (heraldika)
A címertanban a pajzs hátterét a mezőnek nevezzük. A mező általában egy vagy több színből vagy prémből áll.
Rendkívül ritka esetekben, a mezőn nem egy szín vagy egy prém, hanem egy tájkép van.
Van néhány példa több speciálisan leírt tájra, mint például Höerskool Brandwag címerében. A tájképmezőket sok herold antiheraldikusnak tartotta és helytelenítette.
Az egyszerű címer csak egy mezőből áll, az osztott címer viszont annyiból, amennyi az osztóvonalak által jön létre. Egy címerben tehát csak egy alap lehet, de több mező is, ha osztott címerről van szó, melynek mezői megint csak egy-egy alapból állhatnak.

## Jellemzői
A heraldikában az egyszerű és osztott címerekben minden üres tér mezőnek számít és minden mezőt alapnak tekintünk, melyben van valamilyen címerábra. A van és a nincs kérdése tehát meghatározza az osztóvonalak által a pajzson létrejövő alakzatok logikáját, szerkezeti értelmét.
Így például az arannyal és kékkel hétszer vágott címerben vagy nyolc mező van vagy csak egy arany-kék alap. Ha az alapnak a kék színt tekintjük, a mezőben 4 arany vágás van. Ha viszont az arany fémet tekintjük az alapnak, a mezőben 4 kék vágás van.
Mivel egyik színnek sincs kitüntetett szerepe, nem dönthető el, hogy mezőről, alapról vagy mesteralakról van-e szó.
Lehetséges olyan értelmezés is, hogy a 7 vágás által 8 mező jött létre. Itt kap jelentőséget az a kérdés, hogy a mezőben van-e valamilyen címerábra vagy sem. Ha pl. egy címerábrát mindegyik színre ráhelyezzük, (kétféle mázú) alap jön létre, mert továbbra sincs semmilyen kitüntetett szín. A vágások tehát önmagukban csak mesteralakok vagy tagolások. Ha viszont az egyik színben, tagolásban van valamilyen másik címerábra is, az adott tagolás(ok) már nem alapnak, hanem mezőnek számít(anak).
Névváltozatok: tágasság (az 1619-es Gálffy címer leírásában, az ujtordai református egyház levéltárában), pajzsmező (Gömbös 32.), pajzsrész (Gömbös 36.), szöglet (Nagy Iván V. 324.), udvar (Nagy Iván: osztatlan pajzs), osztály (Nagy Iván: osztott pajzs), osztály udvarilag (Nagy Iván), osztály (Thaly Kálmán, VU 1867/18. 215.), szegvény (Turul 1908/2. 52. [Thallóczy]), mező (Thaly Kálmán, VU 1867/18. 215.), udvarka (Nagy Iván IX. 644.), negyed (Forgon 175.: osztott pajzsban), tag, paizsmező-tag (Bárczay 25. 26.: négyelt pajzsban), idom (Bertényi Új m. 21.), sáv (TESz. I. 625.), sík (Gudenus I. 484.), területek (plagas) 
(Nagy Iván VII. 447.), szelet (Nagy Iván IX. 762.: szelt pajzsban); 1749: mező 'címermező, Wappenfeld' [Csatári J.: Magyar hist. 278. NSz.] (TESz. II. 913.), tag (Bárczay 33.)     
fr: champ, sol, en: field, de: Feld, Platz, la: area, campus, alveus, folium, aequor, spatium, plaga, humus, planities, 
arena   

Rövidítések:

A mező tehát mindig csak olyan pajzsrész lehet, amelyben van valamilyen címerábra (illetve a tarpajzsoknál egy mázból áll) vagy pedig teljesen üres és csak elméleti szempontból van jelentősége, hiszen a címerleírásnál is az alapot használjuk (pl. vörös alapon ezüst kereszt) és nem a mezőt. Gatterer is azon az alapon határozta meg a mező és az alap fogalmát, hogy abban van-e címerábra és szín vagy sem. A mező és az alap közti különbség tehát fontos elméleti szempont az egyszerű és osztott címerek kategóriájának világos megkülönböztetéséhez, ami a címerhatározásnak is az egyik alapja lehet. A mező leggyakrabban az osztott címereknél fordul elő, melyeknél általában több címert egyesítettek egy pajzson.
A német heraldikában a tér (Platz, Quartier) olyan pajzsrész, mely csak színt tartalmaz vagy a két osztóvonal közti üres területről van szó. Mihelyt ehhez egy címerábra (de: Figur) is járul, a tér mezővé (Feld) alakul át. A tér koncepciója azonban fölösleges, mert a címerek szerkezeti felépítése enélkül is jól magyarázható.

## Borítások
A pajzsmező lehet egyszínű, ekkor tarpajzsról beszélünk, vagy lehet különböző borításokkal ellátott.
Mázak
Fémek
Arany
Ezüst
Színek
Vörös
Kék
Fekete
Zöld
Bíbor
Prémek
Evet
Hermelin
Mál
Coboly
Nyest
Pillangópikkely
Pikkely

## Osztások

Különféle mezők a pajzson belül (a számok a címerleírási sorrendet jelölik)

A pajzsmezőt vonalak segítségével több részre lehet osztani. Az osztóvonal lehet:
függőleges – hasítás
vízszintes – vágás
átlós – szelés
A pajzsmező több osztásvonalat is tartalmazhat, eszerint lehet például kétszer vágott (három vízszintes mező jön létre), egyszer vágott – egyszer hasított (a pajzsmezőt 4 részre osztja) stb.

## Galéria

Arannyal és kékkek hétszer vágott pajzs (vörös-ezüst alap)
Arannyal és kékkel hétszer vágott alapon vörös harántkereszt (az arany-kék vágás itt egyaránt alap, mivel a harántkereszt kétféle mázú alapját képezi és mező, mert az egyszerű címernek az egyetlen mezője is egyben, amelyben az alapon van címerábra is, azaz harántkereszt)
Hasított pajzs, a bal mezőben három pólya (mező, mert a bal oldali tagolásban címerábra, három pólya is van)
Ezüst-fekete négyelt alap
Ezüst-fekete alapon vörös pólya (alap, mert a pólya minden mezőre rá van helyezve)
Ugyanazon címer tagolásai már nem alapok, hanem mezők, mert az egyikben van más címerábra (liliom) is, miáltal a címerábrának saját (ezüst) alapja van. Mivel egy címerben vagy egy mezőben csak egy alap lehet, az ezüst és fekete tagolások is külön-külön mezőnek számítanak, ezüst, illetve fekete alappal. Ezek mindegyikére még a pólya is rá van helyezve, de ez nem változtat aton, hogy a mezők saját alappal rendelkeznek.

## Lásd még
- alap (heraldika)
- pajzs (heraldika)